# 帕特里斯·懷摩

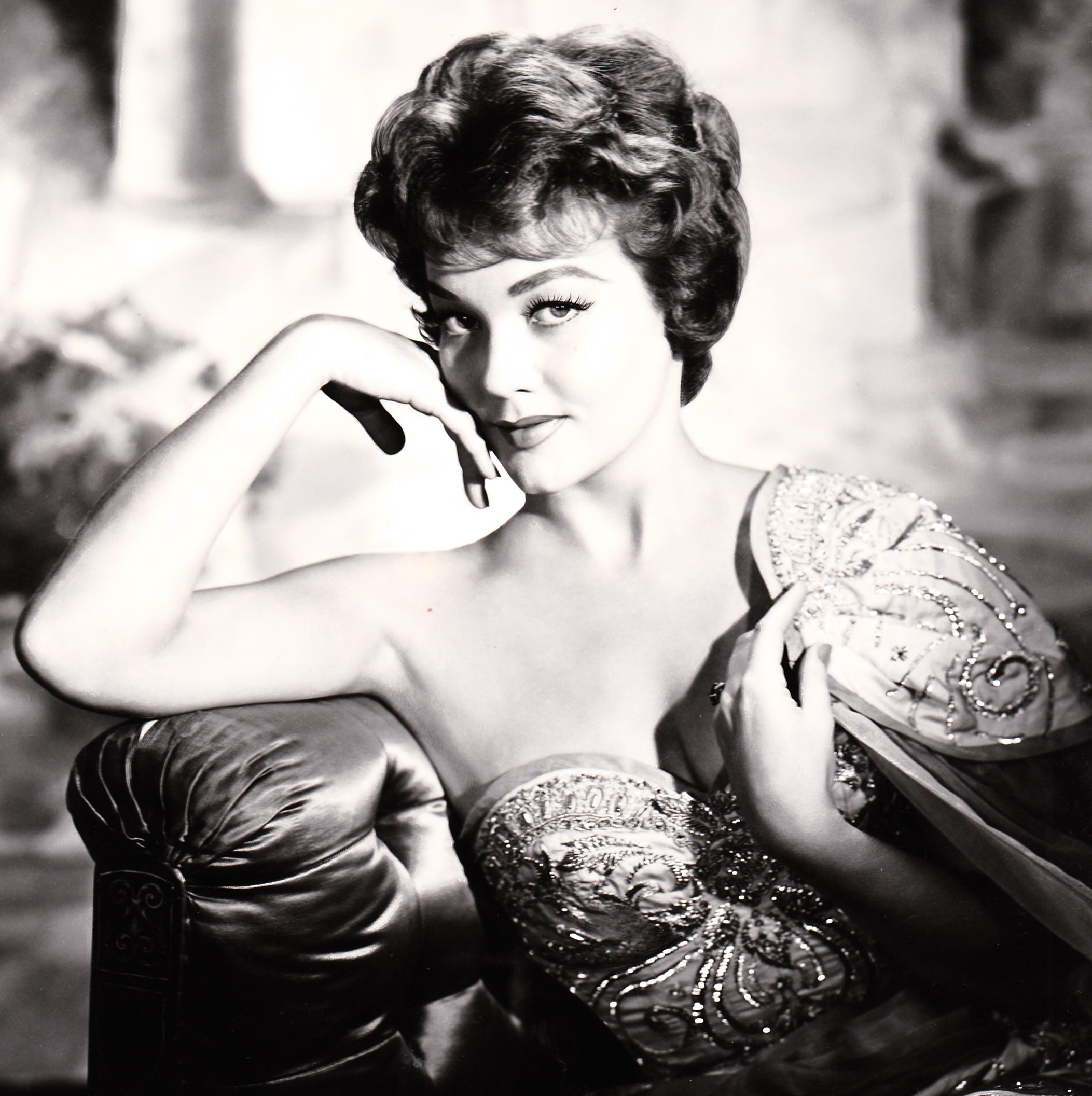
Patrice Wymore

帕特里斯·懷摩（英語：Patrice Pat Wymore，1926年12月17日—2014年3月22日），是一名美国演员和歌手，1950年代至1960年代，她出演过大量电影、电视剧和剧场节目。她嫁给澳大利亚演员埃罗尔·弗林。
2014年3月22日，她死于牙买加，享年84岁。